# 萊特會
萊特會或萊特社（德語：Lette-Verein）是德意志帝國的一個的應用藝術教育組織。它於1866年在首都柏林成立，由威廉·阿道夫·萊特博士（Dr. Wilhelm Adolf Lette）提出，最初是一所女子技術學校。 它的座右銘是“女人應該盡快學會為她的目標服務”（Dienen lerne bei Zeiten das Weib nach seiner Bestimmung）。1872年，萊特的女兒安娜·舍佩勒-萊特（Anna Schepeler-Lette）成為該協會的首任理事。它的早期形式被同倫敦婦女就業促進協會類比。

## 外部連結
- 维基共享资源上的相關多媒體資源：萊特會
- Official website （页面存档备份，存于）

52°29′46″N 13°20′28″E / 52.495985°N 13.341156°E